# Liste der Naturdenkmale in Lübbecke
Die Liste der Naturdenkmale in Lübbecke führt die Naturdenkmale in Lübbecke im Kreis Minden-Lübbecke in Nordrhein-Westfalen auf.

## Naturdenkmale
| Bild | Nummer | Objektbezeichnung | Gemarkung  | Flurstück                             | Lagebeschreibung | Bemerkung | Koordinaten                 |
| ---- | ------ | --- | ---------- | ------------------------------------- | --- | --------- | --------------------------- |
|      | A.5.1  | Baumgruppe (2 Eichen und 1 Blutbuche)                                                                                     | Blasheim   | 23 – 350                              | an der Süd-Ost-Ecke des Wohnhauses                                                                                            | G         | 52° 18′ 53″ N, 8° 32′ 39″ O |
|      | A.5.2  | 1 Linde | Blasheim   | 21 – 135                              | am Nordrand des Lindenwäldchens am Vierlindenweg in Obernfelde                                                                | G         | 52° 17′ 37″ N, 8° 35′ 38″ O |
|      | A.5.3  | alter Steinbruch am Obermehner Berg                                                                                       | Blasheim   | 10 – 369/189; 652/190; 187; 188; 1019 | südlich von Obermehnen, östlich der K 60                                                                                      | Geo       | 52° 16′ 43″ N, 8° 35′ 11″ O |
|      | A.5.4  | 2 Eichen | Lübbecke   | 7 – 164                               | nordöstlich des Kreiskrankenhauses auf der Rasenfläche                                                                        | G         | 52° 17′ 49″ N, 8° 36′ 15″ O |
|      | A.5.5  | 1 Linde und 1 Kastanie | Alswede    | 1 – 1309                              | Linde steht nördlich des Jugendheimes direkt am Gebäude, Kastanie steht westlich des Gebäudes links an der Grundstückszufahrt | G         | 52° 20′ 12″ N, 8° 33′ 21″ O |
|      | A.5.6  | 1 Bergahorn | Blasheim   | 5 – 1623                              | im Winkel vor Kreisstraße und Hofzufahrt                                                                                      | G         | 52° 19′ 13″ N, 8° 34′ 58″ O |
|      | A.5.7  | 3 Linden | Blasheim   | 21 – 13, 112, 13                      | 2 an der Wegespinne | G         | 52° 17′ 44″ N, 8° 36′ 4″ O  |
|      | B.5.1  | 1 Baumgruppe (2 Sommerlinden und 2 Roßkastanien)                                                                          | Gehlenbeck | 7 – 435                               | südöstlich der Kirche auf der Rasenfläche                                                                                     | G         | 52° 18′ 32″ N, 8° 32′ 56″ O |
|      | B.5.2  | 1 Platane | Gehlenbeck | 6 – 391                               | nördlich des Wohnhauses am Graben                                                                                             | G         | 52° 18′ 26″ N, 8° 38′ 56″ O |
|      | B.5.3  | 1 Bergahorn und 1 Spitzahorn                                                                                              | Lübbecke   | 26 – 423                              | im Innenhof des Burgmannshofes                                                                                                | G         | 52° 18′ 9″ N, 8° 37′ 3″ O   |
|      | B.5.4  | 1 Hainbuche | Lübbecke   | 19 – 1162                             | nördlich der Straße Niederwall                                                                                                | G         | 52° 18′ 22″ N, 8° 37′ 14″ O |
|      | B.5.5  | Obernfelder Allee | Lübbecke   | 25 – 677                              | 120 Eichen, beidseitig entlang der Straße „Obernfelder Allee“                                                                 | G         | 52° 17′ 56″ N, 8° 36′ 14″ O |
|      | 39     | 1 Eiche in Lübbecke-Eilhausen auf einer Wiese nördlich des Tränkeweges                                                    | Eilhausen  | 2 – 260/110                           | | G         | 52° 19′ 0″ N, 8° 39′ 59″ O  |
|      | 43     | 1 Eiche in Lübbecke-Gehlenbeck auf einer Wiese nördlich des Grappensteiner Dammes                                         | Gehlenbeck | 1 – 176                               | | G         | 52° 19′ 20″ N, 8° 38′ 32″ O |
|      | 45     | 1 Eiche in Lübbecke-Gehlenbeck auf einer Wiese am Grappensteiner Damm, Ecke Grasweg                                       | Gehlenbeck | 4 – 1                                 | | G         | 52° 19′ 12″ N, 8° 39′ 1″ O  |
|      | 46     | 1 Eiche in Lübbecke-Gehlenbeck am Feldrand zum Grappensteiner Damm                                                        | Gehlenbeck | 4 – 202/3                             | | G         | 52° 19′ 16″ N, 8° 39′ 3″ O  |
|      | 48     | 1 Eiche in Lübbecke-Gehlenbeck, Grappensteiner Damm 39                                                                    | Gehlenbeck | 4 – 557                               | nördlich des Wohnhauses | G         | 52° 19′ 15″ N, 8° 39′ 16″ O |
|      | 50     | 1 Hainbuche in Lübbecke-Gehlenbeck am südlichen Straßenrand des Grappensteiner Dammes                                     | Gehlenbeck | 8 – 414/9                             | | G         | 52° 19′ 19″ N, 8° 38′ 32″ O |
|      | 53     | 1 Eiche in Lübbecke-Gehlenbeck auf einer Wiese im Bollfeld                                                                | Gehlenbeck | 12 – 1083                             | | G         | 52° 19′ 59″ N, 8° 40′ 16″ O |
|      | 54     | 1 Linde in Lübbecke-Gehlenbeck, Moordamm 16                                                                               | Gehlenbeck | 12 – 919                              | Eiche östlich, Linde südlich d. Wirtschaftsgebäudes, Moordamm 16                                                              | G         | 52° 19′ 53″ N, 8° 40′ 19″ O |
|      | 55     | 1 Linde in Lübbecke, Ortsteil Lübbecke, Jockweg 60                                                                        | Lübbecke   | 4 – 1982                              | nördlich des Wohnhauses | G         | 52° 19′ 3″ N, 8° 37′ 32″ O  |
|      | 121    | 1 Rosskastanie im Gutspark Renkhausen                                                                                     | Gehlenbeck | 11 – 14/1 bzw. 43/1                   | vor dem Gutshaus | G         | 52° 19′ 58″ N, 8° 39′ 14″ O |
|      | 122    | 1 Stieleiche im Gutspark Renkhausen                                                                                       | Gehlenbeck | 11 – 14/1 bzw. 43/1                   | nordwestlich des Gutshauses                                                                                                   | G         | 52° 19′ 59″ N, 8° 39′ 12″ O |
|      | 123    | 1 Eibe im Gutspark Renkhausen                                                                                             | Gehlenbeck | 11 – 14/1 bzw. 43/1                   | nördlich des Gutshauses | G         | 52° 20′ 2″ N, 8° 39′ 13″ O  |
|      | 124    | 1 Platane im Gutspark Renkhausen                                                                                          | Gehlenbeck | 11 – 14/1 bzw. 43/1                   | nordöstlich des Gutshauses | G         | 52° 20′ 2″ N, 8° 39′ 15″ O  |
|      | 125    | 1 Hainbuche im Gutspark Renkhausen                                                                                        | Gehlenbeck | 11 – 14/1 bzw. 43/1                   | nordöstlich des Gutshauses | G         | 52° 20′ 1″ N, 8° 39′ 15″ O  |
|      | 126    | Baumgruppe an der Grotte im Gutspark Renkhausen bestehend aus 1 Rosskastanie, 2 Sommerlinden, 1 Geschlitztblättrige Buche | Gehlenbeck | 11 – 14/1 bzw. 43/1                   | nordöstlich des Gutshauses | G         | 52° 20′ 0″ N, 8° 39′ 15″ O  |

## Anmerkung
1. ↑  G=Gehölz, F=Flächenhaftes Objekt, Geo=Geologisches Objekt